# Colutea komarovii
Colutea komarovii là một loài thực vật có hoa trong họ Đậu. Loài này được Takht. miêu tả khoa học đầu tiên.